# Aerangis stylosa
Aerangis stylosa är en orkidéart som först beskrevs av Robert Allen Rolfe, och fick sitt nu gällande namn av Rudolf Schlechter. 
Aerangis stylosa ingår i släktet Aerangis och familjen orkidéer. Inga underarter finns listade i Catalogue of Life.